# Campeonato do Mundo B de Hóquei em Patins de 2006
O Campeonato do Mundo B de Hóquei Patins de 2006 foi a 12ª edição do Campeonato do Mundo B de Hóquei em Patins, que se realiza a cada dois anos. É uma competição organizada pela FIRS (Federação Internacional de Desportos sobre patins) que apura os 3 primeiros classificados para o Campeonato do Mundo de Hóquei em Patins de 2007.
A competição decorreu em Montevideo, Uruguai entre os dias 17 de Setembro e 23 de Setembro.

## Inscritos
Estão representados os cinco continentes na 12ª edição do Campeonato do Mundo B de Hóquei em Patins.
| Continente | Pais          | Continente | Pais     | Continente | Pais          |
| ---------- | ------------- | ---------- | -------- | ---------- | ------------- |
| Europa     | Holanda       | Americano  | Colômbia | Asia       | Macau         |
| Europa     | Áustria       | Americano  | Uruguai  | Africa     | Moçambique    |
| Oceania    | Austrália     | Americano  | México   | Africa     | África do Sul |
| Oceania    | Nova Zelândia | Asia       | Índia    | Africa     | Egito         |

## Fase Grupos

### Grupo A
| Time          | J | V | E | D | GP | GC | SG  | Pts |
| ------------- | - | - | - | - | -- | -- | --- | --- |
| Holanda       | 3 | 2 | 1 | 0 | 24 | 3  | +21 | 7   |
| Colômbia      | 3 | 2 | 1 | 0 | 15 | 3  | +12 | 7   |
| Uruguai       | 3 | 1 | 0 | 2 | 4  | 5  | −1  | 3   |
| Nova Zelândia | 3 | 0 | 0 | 3 | 2  | 34 | −32 | 0   |

|               | HOL | COL | URU | NZL  |
| ------------- | --- | --- | --- | ---- |
| Holanda       | –   | 2–2 | 2–0 | 20–1 |
| Colômbia      |     | –   | 2–1 | 11–0 |
| Uruguai       |     |     | –   | 3–1  |
| Nova Zelândia |     |     |     | –    |

### Grupo B
| Time          | J | V | E | D | GP | GC | SG  | Pts |
| ------------- | - | - | - | - | -- | -- | --- | --- |
| Moçambique    | 3 | 3 | 0 | 0 | 29 | 1  | +28 | 9   |
| África do Sul | 3 | 2 | 0 | 1 | 13 | 8  | +5  | 6   |
| Áustria       | 3 | 1 | 0 | 2 | 9  | 14 | −5  | 3   |
| Egito         | 3 | 0 | 0 | 3 | 6  | 34 | −28 | 0   |

|               | MOZ | AFS | AUT | EGY  |
| ------------- | --- | --- | --- | ---- |
| Moçambique    | –   | 5–2 | 8–1 | 16–0 |
| África do Sul |     | –   | 2–1 | 11–2 |
| Áustria       |     |     | –   | 7–4  |
| Egito         |     |     |     | –    |

### Grupo C
| Time      | J | V | E | D | GP | GC | SG  | Pts |
| --------- | - | - | - | - | -- | -- | --- | --- |
| Macau     | 3 | 3 | 0 | 0 | 30 | 8  | +22 | 9   |
| México    | 3 | 2 | 0 | 1 | 25 | 11 | +14 | 6   |
| Austrália | 3 | 1 | 0 | 2 | 12 | 17 | −5  | 3   |
| Índia     | 3 | 0 | 0 | 3 | 9  | 40 | −31 | 0   |

|           | MAC | MEX | AUS | IND  |
| --------- | --- | --- | --- | ---- |
| Macau     | –   | 7–6 | 3–0 | 20–2 |
| México    |     | –   | 9–2 | 10–2 |
| Austrália |     |     | –   | 10–5 |
| Índia     |     |     |     | –    |

## 2ª Fase

### 1º/6º
| Holanda    | 7  | Índia    | 3 |
| Moçambique | 18 | México   | 1 |
| Macau      | 2  | Colômbia | 3 |
| ---------- | -- | -------- | - |

### 7º/12º
| Uruguai   | 6 | Egito         | 2 |
| Áustria   | 9 | Índia         | 2 |
| Austrália | 7 | Nova Zelândia | 0 |
| --------- | - | ------------- | - |

## Fase Final

### 1º/3º
| P  | Equipe     | J | V | E | D | GM | GS | DG | Pts |
| -- | ---------- | - | - | - | - | -- | -- | -- | --- |
| 1º | Moçambique | 2 | 2 | 0 | 0 | 11 | 3  | 8  | 6   |
| 2º | Holanda    | 2 | 1 | 0 | 1 | 4  | 6  | -2 | 3   |
| 3º | Colômbia   | 2 | 0 | 0 | 2 | 2  | 8  | -6 | 0   |

| Colômbia   | 1 | Holanda    | 2 |
| Moçambique | 6 | Colômbia   | 1 |
| Holanda    | 2 | Moçambique | 5 |
| ---------- | - | ---------- | - |

| CAMPEÃO DO MUNDO DE HÓQUEI EM PATINS B 2006 |
| ------------------------------------------- |
| MOÇAMBIQUE PRIMEIRO TITULO                  |

### 4º/6º
| P  | Equipe        | J | V | E | D | GM | GS | DG | Pts |
| -- | ------------- | - | - | - | - | -- | -- | -- | --- |
| 4º | Macau         | 2 | 1 | 1 | 0 | 10 | 6  | 4  | 4   |
| 5º | África do Sul | 2 | 1 | 1 | 0 | 12 | 9  | 3  | 4   |
| 6º | México        | 2 | 0 | 0 | 2 | 3  | 10 | -7 | 0   |

| África do Sul | 6 | México        | 3 |
| Macau         | 6 | África do Sul | 6 |
| México        | 0 | Macau         | 4 |
| ------------- | - | ------------- | - |

### 7º/9º
| P  | Equipe    | J | V | E | D | GM | GS | DG | Pts |
| -- | --------- | - | - | - | - | -- | -- | -- | --- |
| 7º | Uruguai   | 2 | 2 | 0 | 0 | 4  | 0  | 4  | 6   |
| 8º | Austrália | 2 | 1 | 0 | 1 | 4  | 5  | -1 | 3   |
| 9º | Áustria   | 2 | 0 | 0 | 2 | 3  | 6  | -3 | 0   |

| Uruguai   | 2 | Áustria   | 0 |
| Austrália | 0 | Uruguai   | 2 |
| Áustria   | 3 | Austrália | 4 |
| --------- | - | --------- | - |

### 10º/12º
| P   | Equipe        | J | V | E | D | GM | GS | DG  | Pts |
| --- | ------------- | - | - | - | - | -- | -- | --- | --- |
| 10º | Nova Zelândia | 2 | 2 | 0 | 0 | 23 | 6  | 17  | 6   |
| 11º | Egito         | 2 | 1 | 0 | 1 | 16 | 11 | 5   | 3   |
| 12º | Índia         | 2 | 0 | 0 | 2 | 6  | 28 | -22 | 0   |

| Egito         | 12 | Índia         | 4  |
| Nova Zelândia | 7  | Egito         | 4  |
| Índia         | 2  | Nova Zelândia | 16 |
| ------------- | -- | ------------- | -- |

## Classificação Final
| Pos. | País          |                                                                 |
| ---- | ------------- | --------------------------------------------------------------- |
| 1.   | Moçambique    | Apurados para o Campeonato do Mundo de Hóquei em Patins de 2007 |
| 2.   | Holanda       | Apurados para o Campeonato do Mundo de Hóquei em Patins de 2007 |
| 3.   | Colômbia      | Apurados para o Campeonato do Mundo de Hóquei em Patins de 2007 |
| 4.   | Macau         |                                                                 |
| 5.   | África do Sul |                                                                 |
| 6.   | México        |                                                                 |
| 7.   | Uruguai       |                                                                 |
| 8.   | Austrália     |                                                                 |
| 9.   | Áustria       |                                                                 |
| 10.  | Nova Zelândia |                                                                 |
| 11.  | Egito         |                                                                 |
| 12.  | Índia         |                                                                 |